# 埼玉県道41号東松山越生線

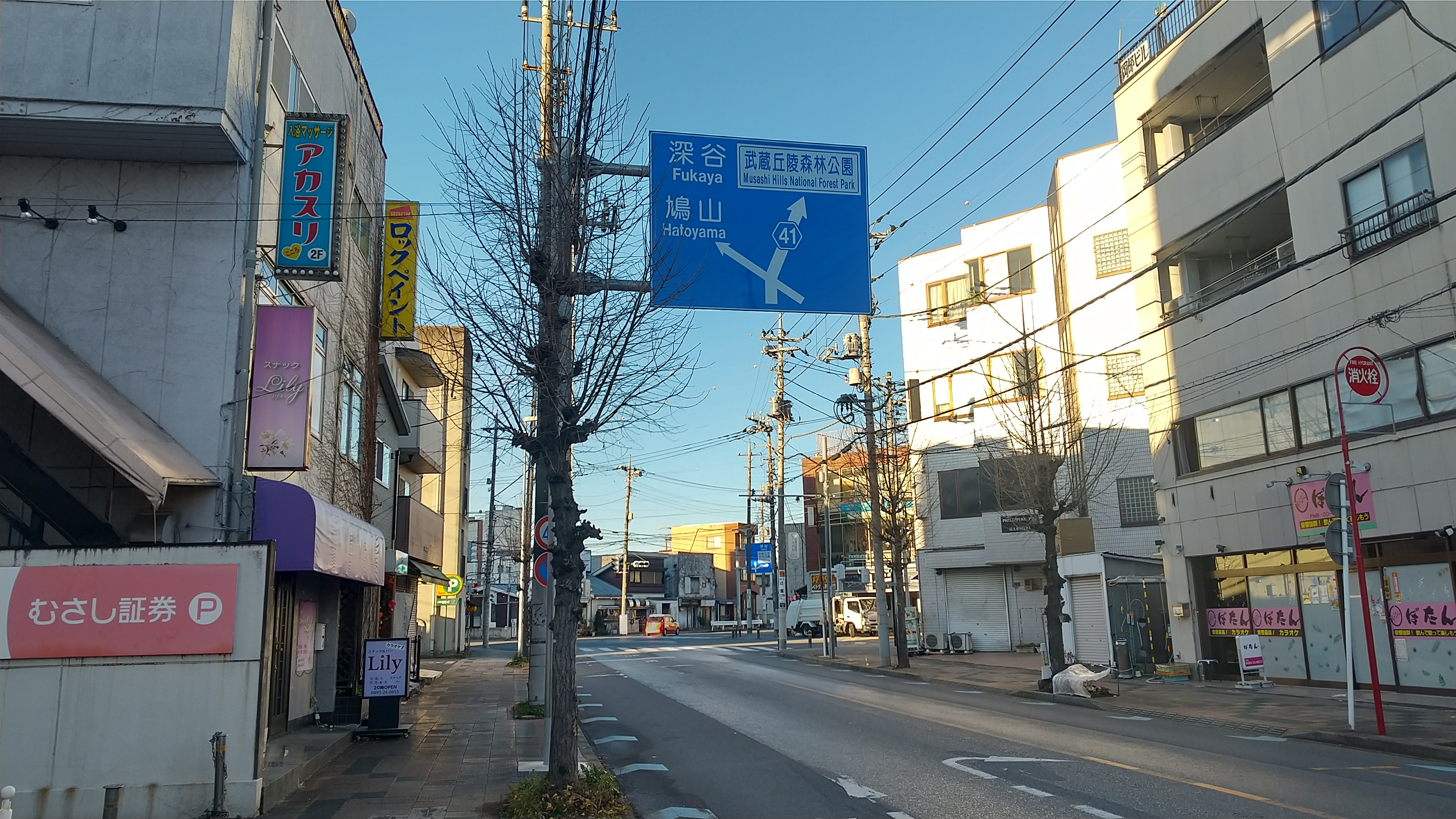
東松山市箭弓町付近

埼玉県道41号東松山越生線（さいたまけんどう41ごう ひがしまつやまおごせせん）は、埼玉県東松山市から入間郡越生町に至る県道（主要地方道）である。

## 概要
かつては越生街道と呼ばれていた。
越生町西和田地区内に狭隘区間がある他、東松山市箭弓町には終点側からの一方通行の区間が存在する。
なお、1994年(平成6年)4月1日までは整理番号が24だった。

## 路線データ
- 起点：埼玉県東松山市 埼玉県道66号行田東松山線交点（旧国道407号）（本町二丁目交差点）
- 終点：埼玉県入間郡越生町 埼玉県道30号飯能寄居線交点（越生高校(北)交差点）

## 地理

### 通過する自治体
- 埼玉県
  - 東松山市
  - 比企郡鳩山町
  - 入間郡越生町

### 交差する主な道路
| 交差する道路                                   | 交差する道路                                   | 交差点名           | 所在地   | 所在地 |
| ---------------------------------------------- | ---------------------------------------------- | ------------------ | -------- | ------ |
| 埼玉県道66号行田東松山線                       | 埼玉県道66号行田東松山線                       | 本町2丁目          | 東松山市 | 本町   |
| 本線                                           | 埼玉県道47号深谷東松山線                       | 箭弓町3丁目        | 東松山市 | 材木町 |
| 国道254号（東松山バイパス）                    | 国道254号（東松山バイパス）                    | 上野本西           | 東松山市 | 上野本 |
|                                                | 埼玉県道345号小八林久保田下青鳥線              | 下青鳥下           | 東松山市 | 下青鳥 |
| 埼玉県道344号高坂上唐子線                      | 本線                                           | 南中前             | 東松山市 | 石橋   |
| 本線                                           | 埼玉県道344号高坂上唐子線                      | 葛袋               | 東松山市 | 葛袋   |
| 埼玉県道171号ときがわ坂戸線                    | 本線                                           | 大橋               | 鳩山町   | 大橋   |
| 本線                                           | 埼玉県道171号ときがわ坂戸線                    | 鳩山駐在所前       | 鳩山町   | 熊井   |
| 埼玉県道30号飯能寄居線（越生・毛呂山バイパス） | 埼玉県道30号飯能寄居線（越生・毛呂山バイパス） | 越生町越生高校(北) | 越生町   | 西和田 |

### 重複する区間
- 埼玉県道47号深谷東松山線（本町2丁目交差点 - 箭弓町3丁目交差点）
- 埼玉県道344号高坂上唐子線（南中学校交差点 - 葛袋交差点）
- 埼玉県道171号ときがわ坂戸線 （鳩山町大橋交差点 - 鳩山駐在所前交差点間重複）

### 沿線の主な施設
| 施設                       | 所在地   |
| -------------------------- | -------- |
| 東松山駅                   | 東松山市 |
| 箭弓神社                   | 東松山市 |
| 埼玉県立松山女子高等学校   | 東松山市 |
| 東松山市立南中学校         | 東松山市 |
| 東松山市クリーンセンター   | 東松山市 |
| 武蔵松山カントリークラブ   | 東松山市 |
| 清澄ゴルフ倶楽部           | 東松山市 |
| 鳩山カントリークラブ       | 鳩山町   |
| 西入間警察署鳩山駐在所     | 鳩山町   |
| 西入間広域消防組合鳩山分署 | 鳩山町   |
| 日本カントリークラブ       | 越生町   |
| 埼玉県立越生高等学校       | 越生町   |

## ギャラリー

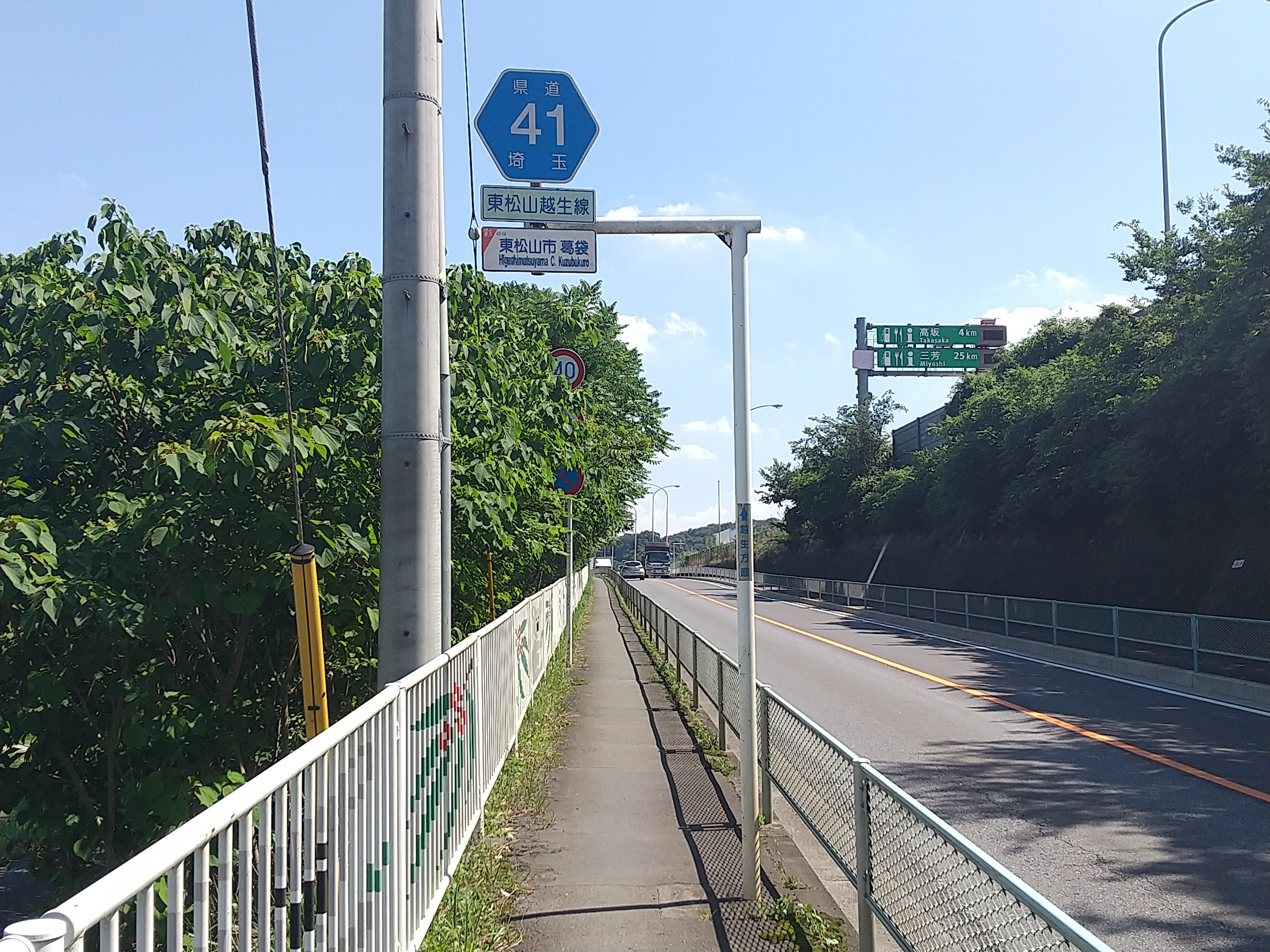
東松山市葛袋付近
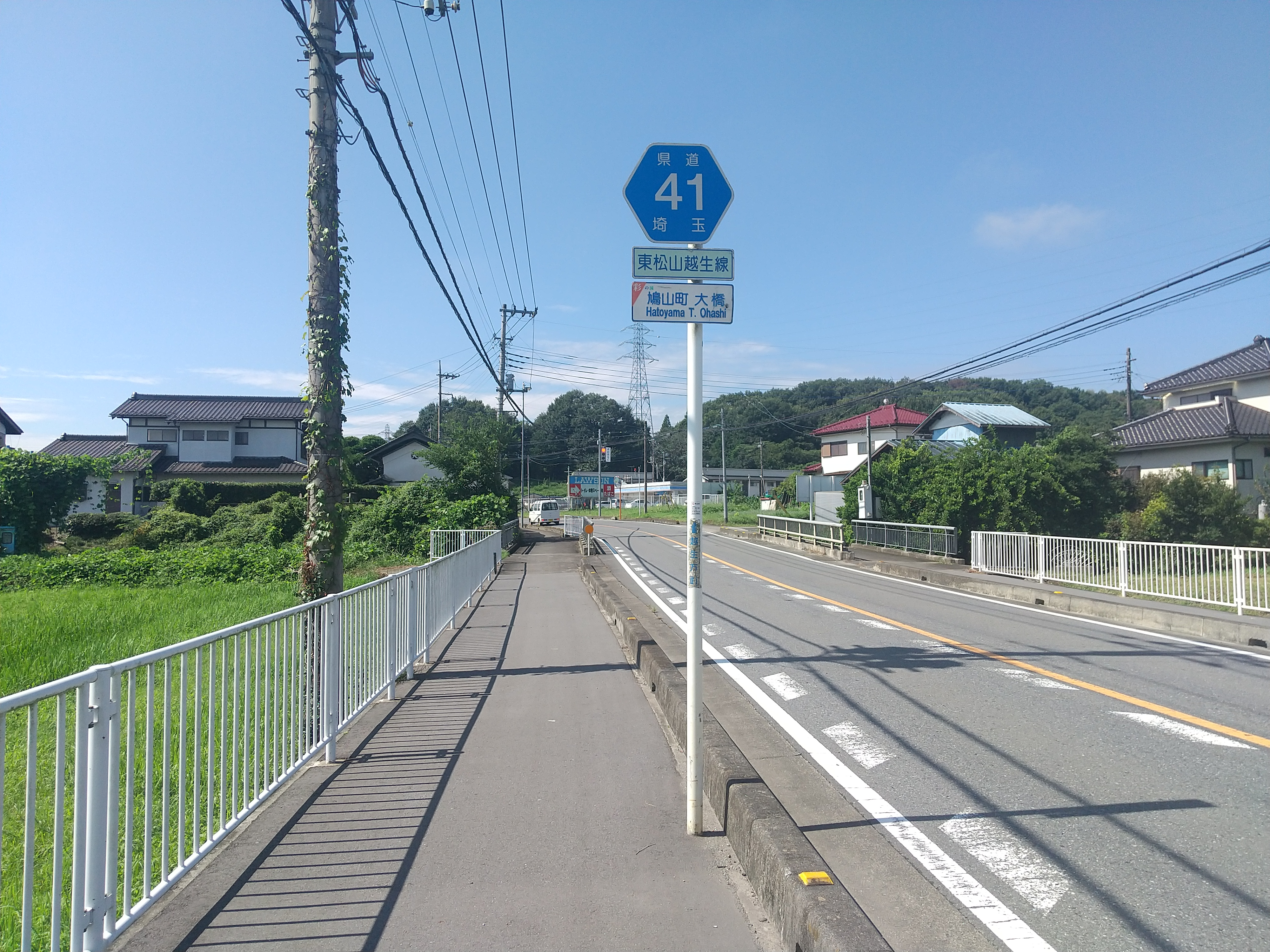
鳩山町大橋付近
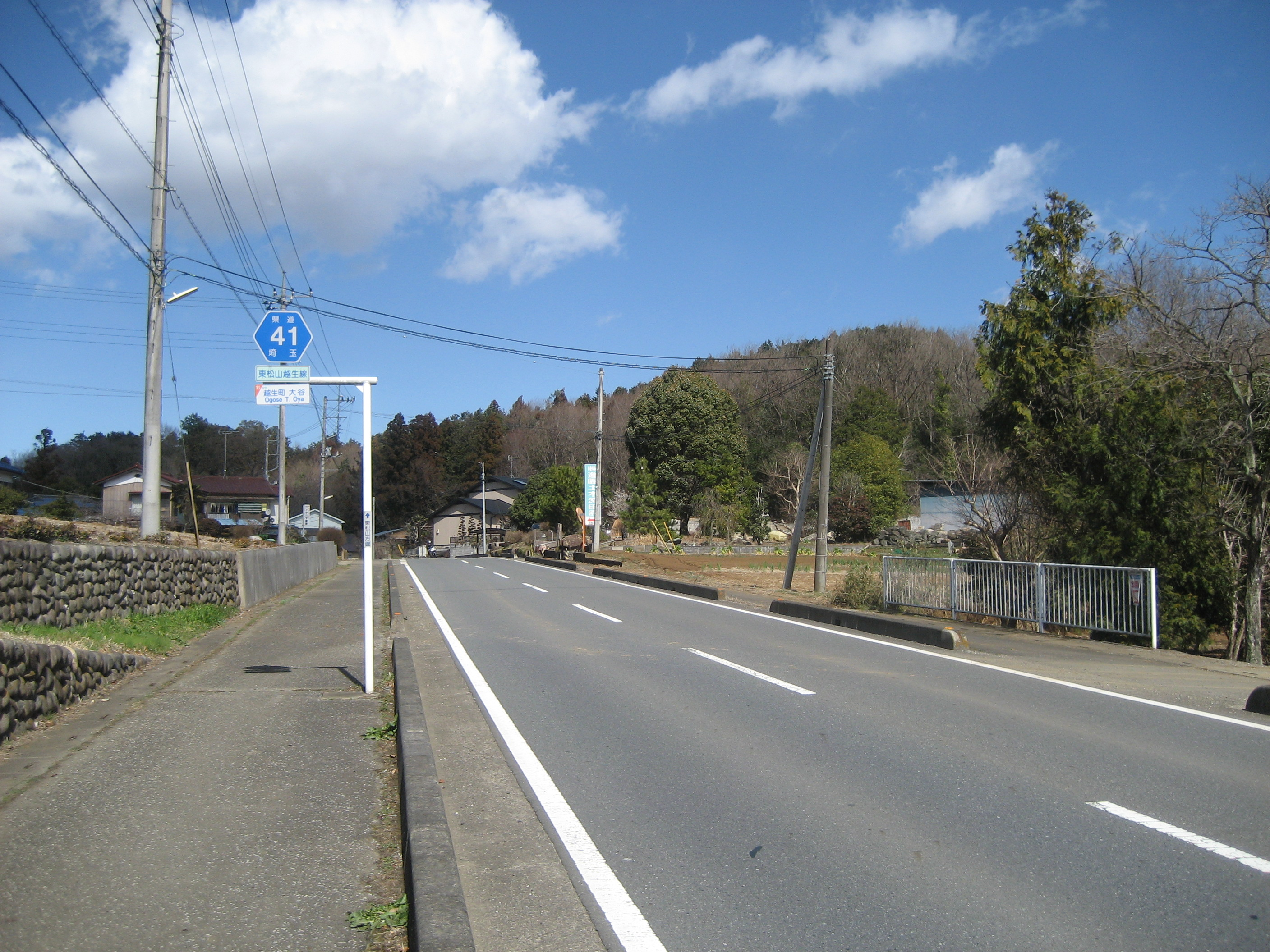
越生町大谷付近